# Torn Apart (Enter Shikari)
Torn Apart è un singolo promozionale del gruppo musicale britannico Enter Shikari, estratto dal loro quarto album in studio The Mindsweep e pubblicato l'8 giugno 2015.

## Descrizione
Il brano, definito come il più "radiofonico" contenuto in The Mindsweep, ha al suo interno sia parti vicine alla musica elettronica che alla musica orchestrale; dopo strofe e ritornelli caratterizzati maggiormente da riff di chitarra e suoni elettronici, il brano si chiude infatti con l'accompagnamento di alcuni archi. 
Alcuni recensori hanno inoltre paragonato lo stile della canzone a quello dei Pendulum.
Un remix ufficiale, a opera del DJ britannico Hugh Hardie, è stato pubblicato nell'album di remix The Mindsweep: Hospitalised. 
Un altro remix, di Joe Ford, è stato pubblicato il 17 agosto 2016 con un video ufficiale realizzato da Oleg Rooz.

## Video musicale
Il video ufficiale del brano, pubblicato in anteprima l'11 maggio 2015, è stato diretto da Mike Tyler. Mostra, partendo dall'alto, i piani di un alto palazzo, nel quale sono presenti i membri della band che eseguono il brano e altre immagini di persone e armi da guerra.

## Tracce
Testi di Rou Reynolds, musiche degli Enter Shikari
CD
1. Torn Apart (Radio Edit) – 3:24
2. Torn Apart – 3:54

Download digitale (Remix)
1. Torn Apart (Joe Ford Remix) – 6:27

Download digitale (Live)
1. Torn Apart (Live at Alexandra Palace) – 7:19

## Formazione
Enter Shikari
- Rou Reynolds – voce, tastiera, sintetizzatore, programmazione, arrangiamenti orchestrali
- Rory Clewlow – chitarra, voce secondaria
- Chris Batten – basso, voce secondaria
- Rob Rolfe – batteria, percussioni

Altri musicisti
- Beth Porter – violoncello
- Jackie Oates – violino
- Paul Sartin – violino
- Alban Reynolds – trombone